# Gouméra
Gouméra is een stad (commune urbaine) en gemeente (commune) in de regio Kayes in Mali. De gemeente telt 3800 inwoners (2009).